# Nemapalpus nearcticus
Nemapalpus nearcticus é uma espécie de dípteros da família Psychodidae.
É endémica dos Estados Unidos da América.